# Emily Riehl
Pour les articles homonymes, voir Riehl.
Emily Riehl est une mathématicienne américaine qui travaille en théorie des catégories supérieures et en théorie de l'homotopie. Une grande partie de ses travaux, y compris sa thèse de doctorat, concerne les catégories modèles et plus récemment les fondements des infinies-catégories,. Elle est l'autrice de plusieurs manuels, et siège aux comités de rédaction de trois revues,,.

## Éducation et carrière
Riehl grandit à Bloomington-Normal, dans l'Illinois. En tant qu'élève du secondaire au University High School de Normal en 2002, elle remporte la troisième place de l'Intel Science Talent Search pour un projet en mathématiques intitulé On the Properties of Tits Graphs.
Au premier cycle, Riehl fréquente l'université Harvard où elle rédige, avec Benedict Gross comme mentor, un mémoire sur la théorie des corps de classes locaux. Elle dirige également l'équipe de rugby de l'école et joue de l'alto dans l'orchestre Harvard-Radcliffe. Après ses études à Harvard, elle termine la troisième partie du Mathematical Tripos de Cambridge. Elle soutient sa thèse de doctorat Algebraic model structures à l'université de Chicago en 2011, sous la direction de J. Peter May.
Riehl occupe ensuite, entre 2011 et 2015, un poste postdoctoral à l'université Harvard. Depuis 2015, elle travaille à l'université Johns-Hopkins, où elle devient professeure associée en 2019. De plus, elle apparaît dans plusieurs vidéos de Numberphile et, avec Benedict Gross et Joe Harris, elle développe un cours de Harvard sur edX intitulé "Fat Chance: Probability from the Ground Up",,.

## Honneurs et récompenses
En janvier 2020, Riehl reçoit le prix JHU President's Frontier Award, un prix de 250 000 $ qui « soutient les membres de Johns Hopkins qui innovent et sont prêts à devenir des leaders dans leur domaine ». Elle est la sixième membre du corps professoral de la JHU à recevoir le prix.
En 2021, elle reçoit le prix de recherche Joan & Joseph Birman en topologie et géométrie de l'Association for Women in Mathematics « pour son travail profond et fondamental en théorie des catégories et en théorie de l'homotopie »,. Elle est la quatrième lauréate de ce prix.

## Vulgarisation et sensibilisation
Riehl est l'hôte du n-Category Café, un blog à propos de sujets liés à la théorie des catégories en mathématiques, en physique et en philosophie. Elle est cofondatrice et membre du conseil d'administration de l'association mathématique Spectra, elle-même mathématicienne queer,.

## Activités autres
En plus de son travail mathématique, Riehl a été membre de l'équipe féminine nationale de football australien des États-Unis lors de la Coupe internationale de football australien et était vice-capitaine de l'équipe à la coupe de 2017. Au niveau national, elle a également reçu la médaille Paul+-Roos de l'USAFL pour la meilleure joueuse aux championnats nationaux en 2011,.
Alors qu'elle est chercheuse postdoctorale à Harvard, elle joue de la basse électrique dans le groupe Unstraight,. Elle écrit également sur le unstraightening dans ses recherches mathématiques.

## Livres
Riehl est l'autrice de plusieurs livres :
- Categorical Homotopy Theory (2014)[24]
- (en) Emily Riehl, Category Theory in Context [détail de l’édition] (lire en ligne)
- Fat Chance: Probability from 0 to 1, avec Benedict Gross et Joe Harris (2019)[25]
- (en) Emily Riehl et Dominic Verity, Elements of ∞-Category Theory, Cambridge University Press, 2022 (ISBN 9781108936880, lire en ligne)